# Lehtinenia bisulcus
Lehtinenia bisulcus is een spinnensoort in de taxonomische indeling van de Tetrablemmidae.
Het dier behoort tot het geslacht Lehtinenia. De wetenschappelijke naam van de soort werd voor het eerst geldig gepubliceerd in 2009 door Lin, Pham & Li.